# Paula Mónaco Felipe
Paula Mónaco Felipe (Córdoba, Argentina; 1977) es una periodista, escritora, productora, investigadora y activista argentina, con residencia en México. Se especializa en el periodismo de derechos humanos. Ha sido galardonada con el Premio Nacional de Periodismo de México, en sus ediciones de 2019 y 2021.

## Biografía
Paula Mónaco Felipe nació en Villa María, una ciudad de la provincia de Córdoba, Argentina, el 16 de diciembre de 1977 en plena dictadura militar. Ella relata que sólo tenía 25 días de nacida cuando sus padres, Luis Mónaco, periodista; y Ester Felipe, psicóloga, fueron secuestrados y desaparecidos por el régimen de Jorge Rafael Videla; ambos eran militantes del Ejército Revolucionario del Pueblo. Una vez secuestrados, sus padres fueron llevados al centro de detención clandestino conocido como La Perla, en Córdoba, en donde fueron torturados y asesinados. Por esta razón, Paula fue criada por sus abuelos.
Creció dentro de una familia numerosa, donde casi todas las mujeres eran sus tías, una de las cuales es Liliana Felipe, cantante, pianista y compositora de origen argentino, quien también se exilió en México desde la época de la dictadura militar debido al secuestro y asesinato de su hermana y su cuñado. Paula dejó Argentina debido al terrorismo de Estado.
Mónaco continuó buscando a sus padres hasta que el responsable fue condenado, aunque aún no tiene noticias de los restos. Debido a esto comenzó su activismo político en la organización H.I.J.O.S., con la cual participó desde Argentina, cuando fue fundada en otoño de 1995. Esta organización se dedica a denunciar y hacer escraches a los torturadores y asesinos de los padres y madres, desaparecidos durante la época de la dictadura en Argentina.
Una vez que el asesino de sus padres fue condenado a prisión, Paula decidió formar su propia familia.

### Carrera periodística
Su trabajo se ha centrado en el periodismo independiente, por lo que ha escrito para diversos medios de comunicación y periódicos, como Newsweek, La Jornada, Soho, Periodistas de a Pie, The New York Times, Gatopardo, y otros más. Ha sido corresponsal de El Telégrafo de Ecuador y teleSUR. Asimismo cofundó bocado.lat.

A partir de la Desaparición forzada de los 43 estudiantes de Ayotzinapa en 2014, Paula Mónaco comenzó a documentar el tema y a escribir sobre el mismo. Realizó una investigación de campo con las familias de los estudiantes, y tomando su experiencia en H.I.J.O.S., realizó biografías de los estudiantes, particularmente de aquellos que eran padres.
Las biografías las construí pensando en los ocho hijos de los estudiantes de Ayotzi, en los que eran bebés al momento de la desaparición o muerte de sus papás. En construir algo que dentro de ocho o diez de años les ahorre, en parte, el camino que nosotros hemos tenido que hacer ante las ausencias. Eso que hemos intentado en H.I.J.O.S, el darse cuenta de que cuanto más pasa el tiempo más complicado es reconstruir esas vidas.
A partir de su investigación, Paula Mónaco escribe el libro Ayotzinapa, horas eternas, en el que narra los hechos de la desaparición forzada de los 43 normalistas de la Normal Isidro Burgos de Ayotzinapa, en un relato cronológico, documental y narrativo. El libro tiene cinco capítulos: Cacería, las horas eternas, buscarte, vidas y seguir. El libro tiene referencias personales a la experiencia de la autora como hija de desaparecidos de manera forzada, y crea un lazo con los familiares de los estudiantes y su angustia.

## Obra

### Libros
- Ayotzinapa, horas eternas (tres ediciones)[9]

### Libros en coautoría
- Palabras como golpes, como balas (Rayuela, 2019)[9]
- Let's Talk About Your Wall (The New Press, 2020)[9]
- Ya no somos las mismas y aquí sigue la guerra (Grijalbo, 2020)[9]

### Documental
- Asistente de producción del documental Los días de Ayotzinapa (Netflix, 2019)[6][10]
- Investigadora para el documental VIVOS, de Ai Weiwei (2019)[11]
- Invesigadora para Blood on the Wall (National Geographic y Junger Quested, 2020)[6]

## Premios y reconocimientos
- 2019 - Premio Nacional de Periodismo en la categoría de Crónica/Periodismo narrativo, por el trabajo «Los Jornaleros Forenses», publicado en Gatopardo, junto a Wendy Selene Pérez Becerra y Miguel Tovar[12]
- 2022 - Segundo lugar en el Premio Breach/Valdez de Periodismo y Derechos Humanos, junto a Wendy Selene Pérez, por el trabajo «Mirar nuestra muerte, mujer perito en México». La investigación trata sobre las mujeres en la criminología y las ciencias forenses en México. El premio es otorgado por CINU, UNESCO, la Oficina en México del Alto Comisionado de las Naciones Unidas para los Derechos Humanos y diferentes instituciones internacionales.[13]
- 2022 - Premio Nacional de Periodismo 2021 en la categoría de Reportaje, por el trabajo «Traficantes de ADN», junto a Wendy Selene Pérez Becerra, Luis Brito y Miguel Tovar[14]
- 2023 - Segundo lugar en el Premio Breach / Valdez de Periodismo y Derechos Humanos, junto con Wendy Selene Pérez, Luis Brito y María Ruiz, por el reportaje «El primer juicio por tráfico de ADN en México», Pie de Página, 2022[15]